# Santa Clara, California
Santa Clara este un oraș cu 104.001 locuitori (în 2004), situat în comitatul omonim din statul California, SUA. Orașul se întinde pe suprafața de 47,6 km². Santa Clara a fost întemeiat în anul 1777, fiind integrat ca oraș în 1852. Este amplasat în regiunea Silicon Valley din golful San Francisco. În Santa Clara își au sediul diferite companii high-tech, precum Intel, Sun Microsystems, AMD și Nvidia.

## Personalități marcante
- Jim Plunkett⁠(d) (n. 1947), fotbalist;
- Mark Spitz (n. 1950), fost campion mondial la natație - a trăit la Santa Clara de la 14 ani;
- Randy Mamola⁠(d) (n. 1959), motociclist;
- Michelle Akers (n. 1966), fostă fotbalistă, născută la Santa Clara;
- Khrystyne Haje⁠(d) (n. 1968), actriță;
- Kerri Walsh⁠(d) (n. 1978), voleibalistă;
- Atticus Shaffer (n. 1998), actor.

## Orașe înfrățite
- Coimbra, Portugalia, din 1972
- Izumo, Shimane, Japonia, din 1986